# Soiano del Lago
Soiano del Lago – miejscowość i gmina we Włoszech, w regionie Lombardia, w prowincji Brescia.
Według danych na rok 2004 gminę zamieszkiwało 1517 osób, 303,4 os./km².